# ناوچه

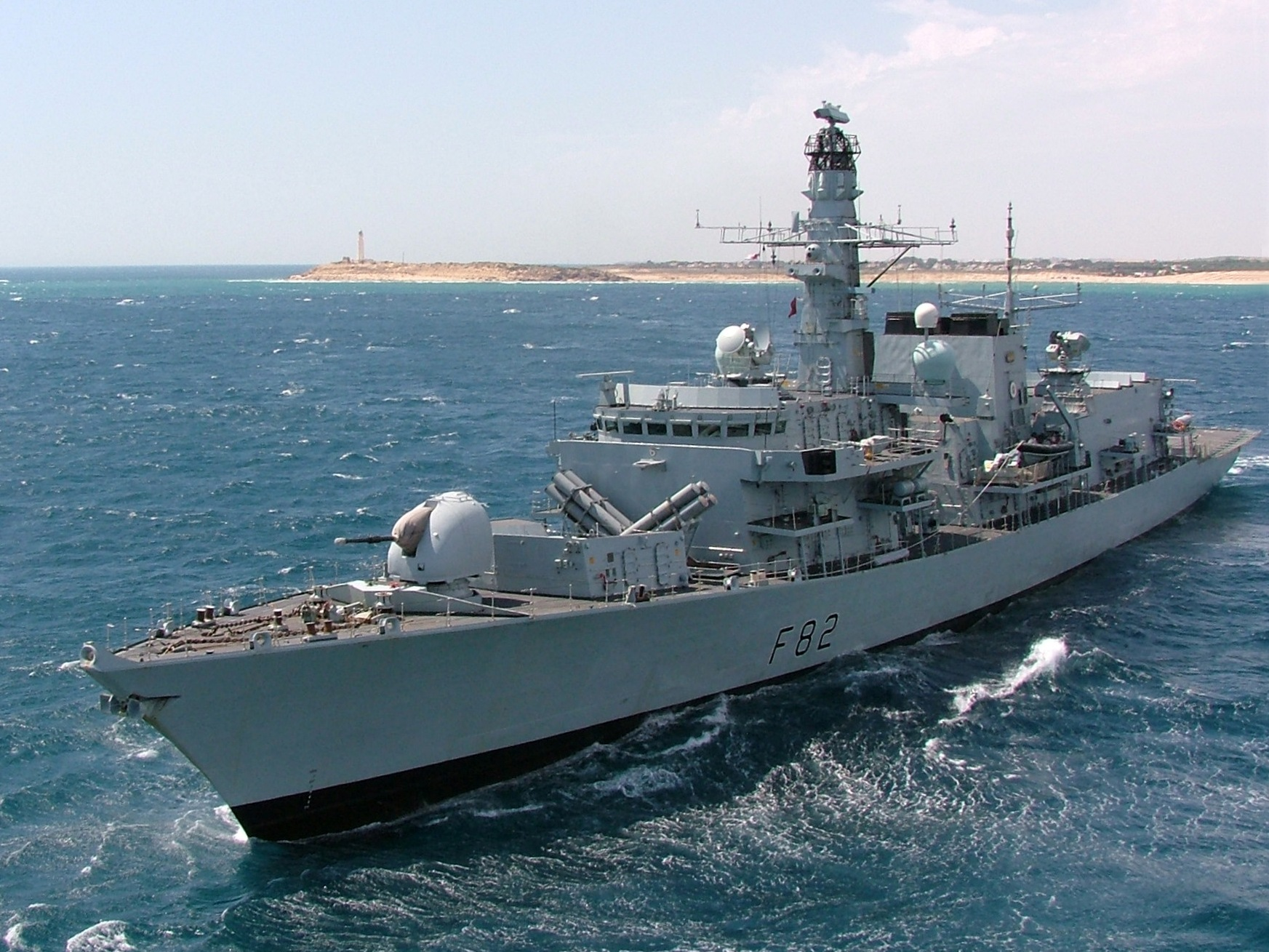
ناومحافظ‌های تایپ ۲۳ بریتانیا برای نبرد ضد زیردریایی ساخته شده ولی قابلیت چندمنظوره هم دارند.

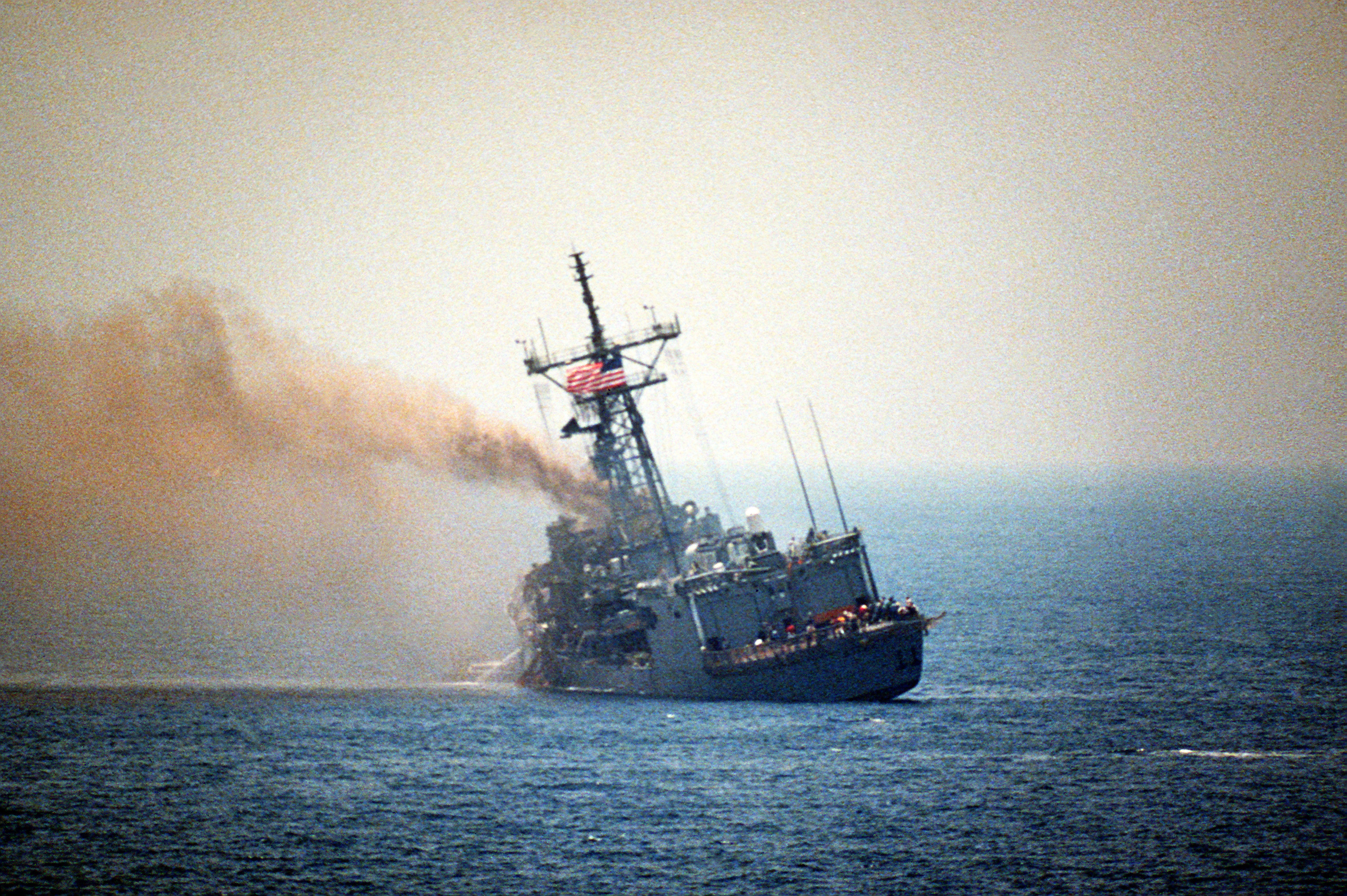
ناومحافظ آمریکایی یواس‌اس استارک با موشک اگزوسه یک میراژ اف-۱ عراقی آسیب دید.

ناوچه یا ناومحافظ یا پاس‌ناو نوعی کشتی جنگی سبک و کوچک است. تعریف ناوچه در چند قرن اخیر تفاوت کرده و کشتی‌های متفاوتی به این نام معروف شده‌اند. به آن ناو محافظ نیز می‌گویند.
ناومحافظ‌های امروزی نوع کوچک‌شده‌ای از ناوشکن‌ها محسوب می‌شوند که سبکتر هستند و تسلیحات کمتری در اختیار دارند. وزن آن‌ها بین ۱ تا ۷ هزار تن و طول آن‌ها ۹۰ تا ۱۳۰ متر است. وظیفه اصلی آن‌ها مقابله با حملات زیردریایی‌ها و شناورهای سبک تندرو است. امروزه ناومحافظ‌ها از محبوب‌ترین شناورهای جنگی هستند چراکه کارایی بالایی نسبت به هزینه‌های تولید و نگهداری خود دارند.
فرهنگستان زبان فارسی، پاس‌ناو، ناومحافظ (frigate) را این‌گونه تعریف می‌کند: «نوعی کشتی جنگی که می‌تواند به‌طور مستقل یا همراه با نیروهای آب‌خاکی و ضربتی و ضد زیرسطحی علیه تهدیدات سطحی یا زیرسطحی و هوایی عمل کند و سلاح‌های آن شامل توپ‌های سه و پنج اینچی دومنظوره و سلاح پیشرفتهٔ ضد زیردریایی است.»
ترکیب معمول تسلیحاتی ناومحافظ‌های مدرن شامل چند لانچر موشک‌های ضدکشتی، یک توپ مسلسل کالیبر متوسط (۵۷ تا ۱۱۴ م‌م)، چند پرتابگر اژدر و یک سیستم دفاع نزدیک می‌شود. بسیاری از آن‌ها به موشک‌های ضدهوایی کوتاه‌برد و یک یا چند توپ ضدهوایی هم مجهز هستند و برخی از آن‌ها آشیانه‌ای برای نگهداری یک یا دو بالگرد دارند. اغلب ناومحافظ‌ها نیز با ترکیبی از موتورهای دیزلی و موتورهای توربین گاز تأمین می‌شود. رادارهای جستجوی هوایی، سونار، سیستم‌های کنترل آتش، تجهیزات جنگ الکترونیک و پادکارهای اخلال‌گر علیه موشک‌های مهاجم نیز از تجهیزات معمول ناوچه‌هاست.

## تاریخچه
اصلیت واژه frigate به مدیترانهْ سدهٔ ۱۵ برمی‌گردد که به کشتی‌های بادبان‌دار کلاس-پارو به همراه بادبان و اسلحه سبک گفته می‌شد.
در قرن ۱۷ واژه ناوچه در انگلستان برای تعریف نوعی کشتی که کوچک٫ دراز، جنگی و با اسلحه کوچک و تعداد زیادی خدمه داشت توسط دونکرک پرایوتیرز برای کشتی با برد کم در اقیانوس اطلس شمالی و شرقی و کانال دوور به کار می‌رفت.
بزودی واژه ناوچه به تمام خانواده کشتی‌های جنگی سبک و سریع به کار رفت. اولین کشتی در خدمت بریتانیا کانستنت وارویک بود که در ۱۶۴۵ وارد خدمت شد.
به این دلیل که نیروی دریایی بریتانیا احتیاج به کشتیهایی با پایداری بیشتر از آنچه دانریک می‌توانست تولید کند بود ٫ واژه ناوچه به زودی به تمام خانواده کشتی‌های سبک و زیبا نیز گفته شد.
حتی سورن دریای عظیم به عنوان یک ناوچه بعد از تغییرات در آن در ۱۶۵۱ توصیف شد
ناوگان ساخته شده در کشورهای همسود در دهه ۱۶۵۰ به‌طور کل در بر گیرنده کشتیهایی بود که به عنوان ناوچه توصیف می‌شدند، که بزرگترینشان دارای دو عرشه بودند ٫ ناوچه‌های بزرگ، رده سوم، آن‌ها ۶۰ توپ داشتند، این شناورها توانایی و عظمت کشتی‌های بزرگ زمان را داشتند، البته بیشتر کشتی‌های آن زمان به عنوان کروزر استفاده می‌شدند، کشتی سریع و مستقل.
بر پایهٔ سامانهٔ رده‌بندی ناوگان سلطنتی بریتانیا، اجرا شده در درهه ۱۶۶۰، ناوچه‌ها معمولاً در ۵ رده‌بندی قرار می‌گرفتند، در حالی که ناوچه‌ها با داشتن ۲۸ توپ در رده بنده شش قرار می‌گرفتند.

## فهرست کشورهای سازندهٔ ناوچه
توجه شود که ناوچه‌های طرابلسی، الجزایری و تونسی تماماً تحت عنوان ترکیه (عثمانی) به‌شمار آمده‌اند. همچنین، تمام دولت‌شهرهای ایتالیایی به‌عنوان ایتالیا برشمرده شده‌اند.
ایران نیز ناومحافظ سبک ساخت انگلیس کلاس الوند دارد؛ ۴ فروند ناومحافظ ۱۵۰۰ تنی با نام‌های الوند، البرز، سهند، سبلان؛ البته ناو سهند در جنگ با عراق توسط ایالات متحدهٔ آمریکا غرق شد. در پروژهٔ بومیِ کلاس موج هم از همین مجموعه ناومحافظ ساخته شد. ۳ فروند ناوچه جماران و ناوچه دماوند (که غرق شد و قرار است یکی دیگر جایگزین شود)، سهند، و دنا و بزودی تفتان و شیراز را شامل می‌شود.
| ناوچه‌های دریانوردی (۱۶۴۰–۱۸۶۰) | ناوچه‌های بخار (۱۸۳۰–۱۸۸۰) | ناوچه‌های مدرن (۱۹۴۰-عصر حاضر) | ناوچه‌های حال حاضر       |  |
|                                |                           | استرالیا                      | استرالیا                |  |
| اتریش                          | اتریش                     |                               |                         |  |
|                                |                           | کانادا                        | کانادا                  |  |
| دانمارک                        |                           | دانمارک                       |                         |  |
| مصر                            | مصر                       |                               |                         |  |
|                                |                           | فنلاند                        |                         |  |
| فرانسه                         | فرانسه                    | فرانسه                        | فرانسه                  |  |
| آلمان                          | آلمان                     | آلمان                         | آلمان                   |  |
|                                | یونان                     | یونان                         | یونان                   |  |
|                                |                           |                               | هند                     |  |
|                                |                           |                               | ایران                   |  |
| ایتالیا                        | ایتالیا                   | ایتالیا                       | ایتالیا                 |  |
| هلند                           |                           |                               | هلند                    |  |
|                                |                           | نیوزیلند                      | نیوزیلند                |  |
|                                |                           |                               | نروژ                    |  |
|                                | پرو                       | پرو                           | پرو                     |  |
| پرتغال                         |                           |                               |                         |  |
| روسیه                          | روسیه                     | روسیه                         |                         |  |
|                                |                           |                               | سنگاپور                 |  |
| اسپانیا                        | اسپانیا                   |                               | اسپانیا                 |  |
| سوئد                           |                           |                               |                         |  |
| ترکیه                          |                           | ترکیه                         | ترکیه                   |  |
| پادشاهی متحد (بریتانیا)        | پادشاهی متحد (بریتانیا)   | پادشاهی متحد (بریتانیا)       | پادشاهی متحد (بریتانیا) |  |
| ایالات متحدهٔ آمریکا            | ایالات متحدهٔ آمریکا       | ایالات متحدهٔ آمریکا           | ایالات متحدهٔ آمریکا     |  |
|                                |                           | جمهوری چین (تایوان)           | تایوان                  |  |